# 乌沙拉尔
乌沙拉爾是哈薩克斯坦的城鎮，位於該國東部，由杰特苏州負責管轄，是阿拉科爾區的首府，面積279.56平方公里，2018年人口17,218。